# گوئینت پالترو
گوئینت کِیت پالترو (به انگلیسی: Gwyneth Kate Paltrow) (زادهٔ ۲۷ سپتامبر ۱۹۷۲) بازیگر آمریکایی است. پالترو در سال ۱۹۹۸ برای فیلم شکسپیر عاشق جایزه اسکار بهترین بازیگر نقش اول زن را از آن خود کرد. از دیگر نقش‌های معروف او می‌توان به ایفای نقش پپر پاتز در سری فیلم‌های مرد آهنی و انتقام‌جویان اشاره کرد.

## زندگی
او با بازی در فیلم‌های هفت (۱۹۹۵)، «اِما» (۱۹۹۶) و «درهای کشویی» (۱۹۹۸) سیر موفقی در هنرپیشگی صنعت سینما را آغاز کرد و بازی در فیلم «شکسپیر عاشق» جایزه اسکار و گولدن گلوب را برایش به ارمغان آورد. پالترو در فیلم‌های دیگری چون «آقای ریپلی بااستعداد» (۱۹۹۹)، «هال ظاهربین» (۲۰۰۱) و «اثبات» (۲۰۰۵) نیز به ایفای نقش پرداخت. او در فیلم‌های پرخرج «مرد آهنی» (۲۰۰۸)، دنبالهٔ آن یعنی «مرد آهنی ۲» (۲۰۱۰) و «مرد آهنی ۳» (۲۰۱۳) نیز بازی کرده‌است.
پدر گوئینت پالترو (بروس پالترو) کارگردان سینما و برنامه‌های تلویزیونی بود که اصلیت او به یهودیان اشکنازی روسیه می‌رسید و بلیت دانر مادر او، هنرپیشه فیلم‌های سینمایی است که اجداد او، آلمان‌های مهاجر ایالت پنسیلوانیا و مردتکای بودند.

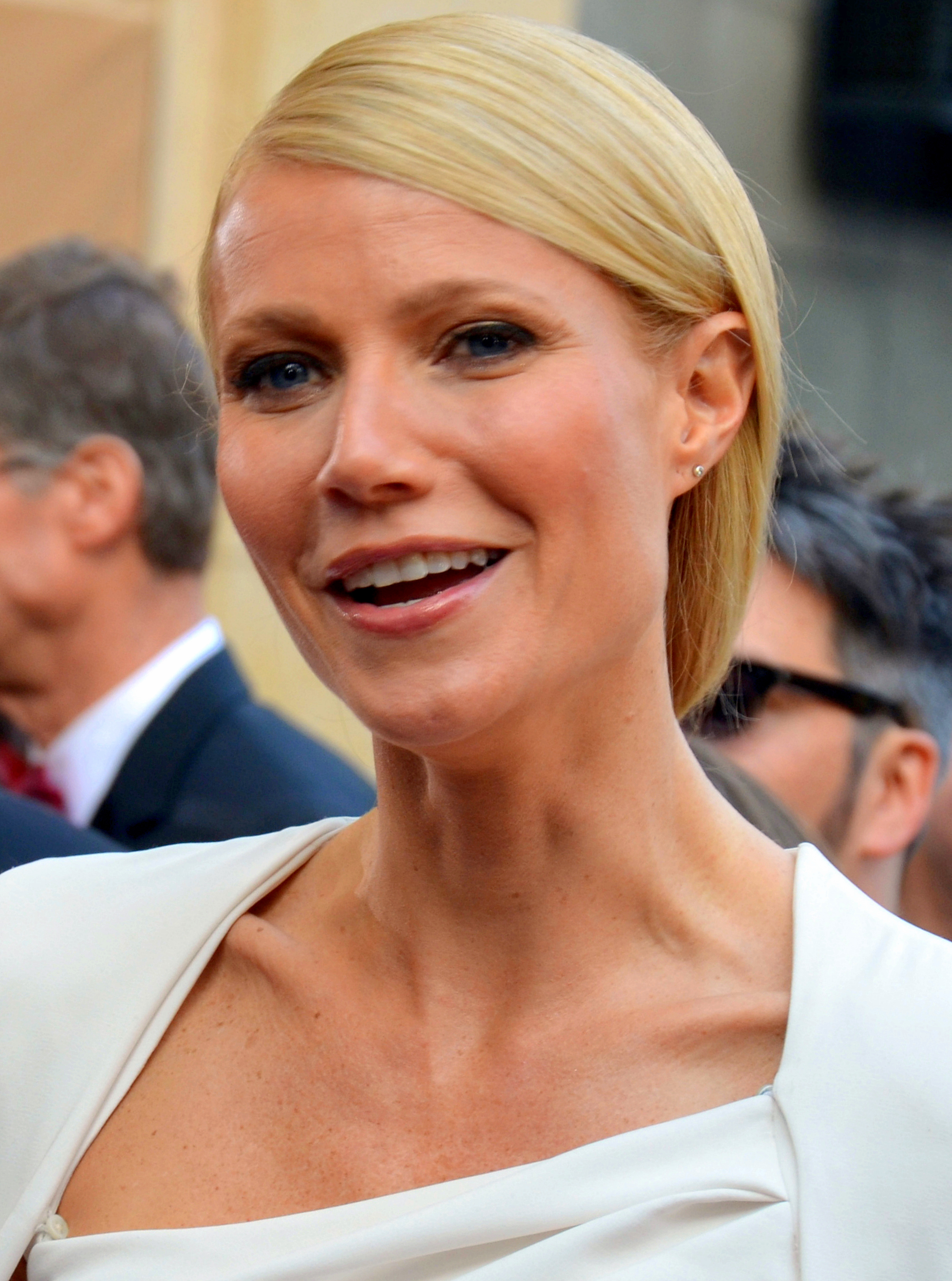
پالترو در سال ۲۰۱۲

## زندگی شخصی

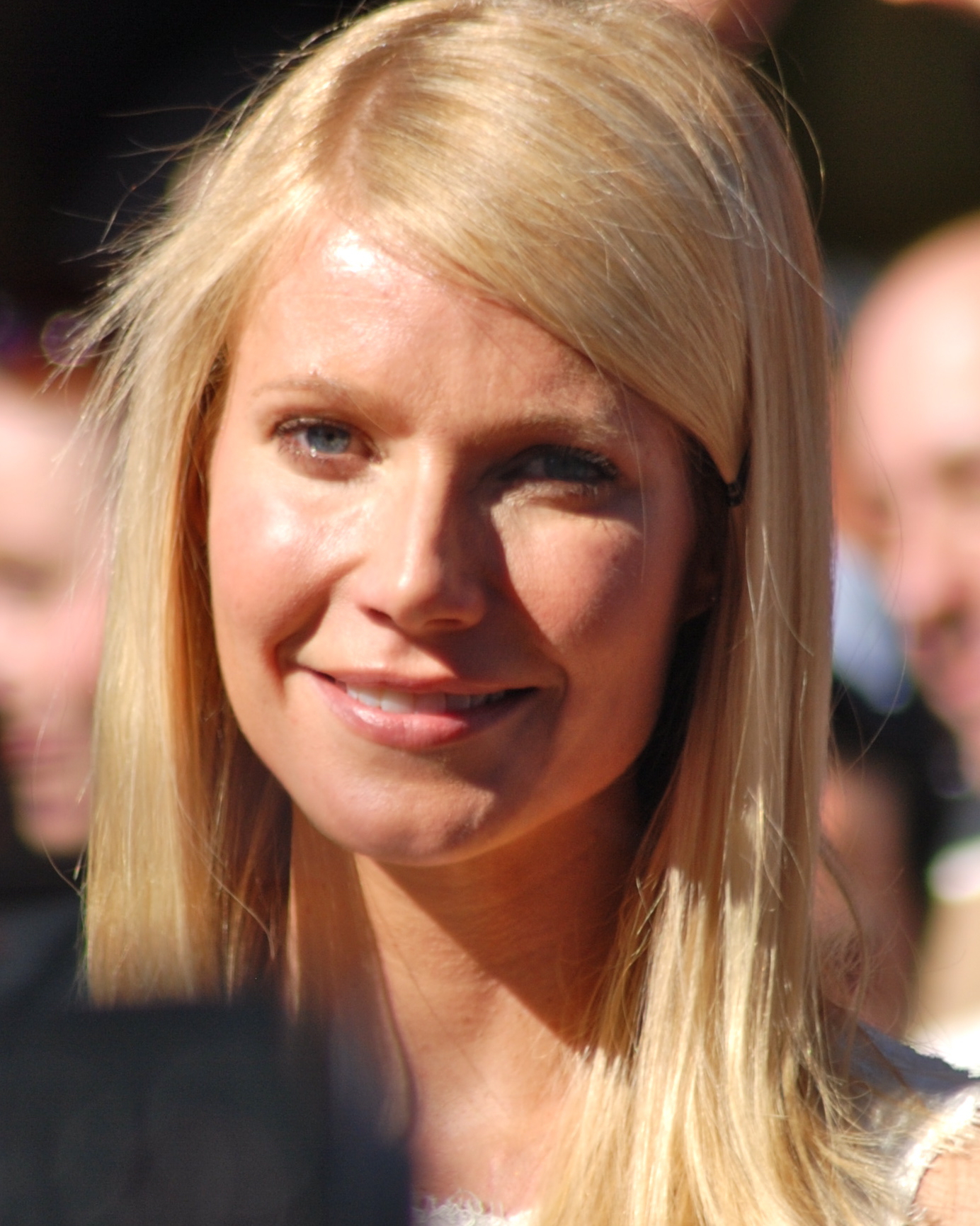
گوئینت کِیت پالترو

پالترو از سال ۱۹۹۴ تا ۱۹۹۷ با برد پیت رابطه داشت و مدتی نامزد او بود. او در ۵ دسامبر ۲۰۰۳ در یک هتل در جنوب کالیفرنیا مخفیانه با کریس مارتین، خواننده بریتانیایی گروه کلدپلی ازدواج کرد. آنان در پشت‌صحنه کنسرت با هم آشنا شده‌بودند. این دو در سال ۲۰۱۴ از یکدیگر جدا شدند.

## فیلم‌شناسی

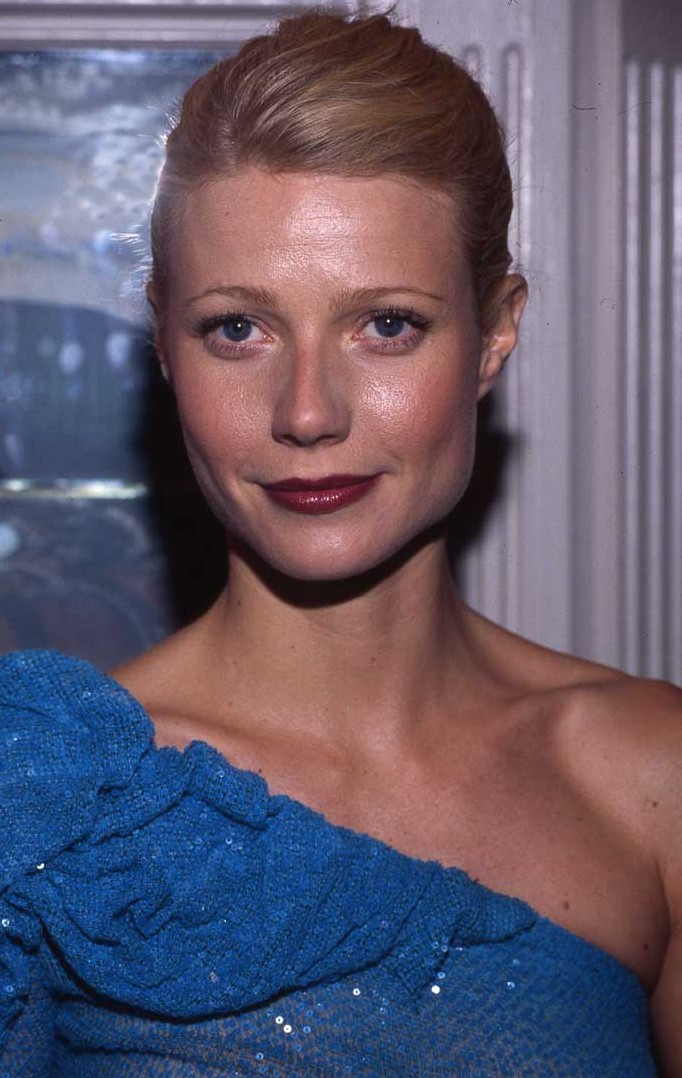
پالترو در جشنواره بین‌المللی فیلم تورنتو در سال ۲۰۰۰ (میلادی)

| سال  | نام فیلم                               | نقش                                               | توضیحات |
| ---- | -------------------------------------- | ------------------------------------------------- | --- |
| ۱۹۹۱ | فریاد                                  | Rebecca                                           | |
| ۱۹۹۱ | قلاب                                   | Young Wendy Darling                               | |
| ۱۹۹۳ | روابط مرگبار                           | Carol Ann Fagot                                   | |
| ۱۹۹۳ | عناد                                   | Paula Bell                                        | |
| ۱۹۹۳ | گوشت و استخوان                         | Ginny                                             | |
| ۱۹۹۴ | خانم پارکر و محفل شرور                 | Paula Hunt                                        | |
| ۱۹۹۵ | Higher Learning                        | Student                                           | uncredited |
| ۱۹۹۵ | جفرسون در پاریس                        | مارتا جفرسن رندولف                                | |
| ۱۹۹۵ | هفت                                    | Tracy Mills                                       | کاندیدا — Satellite Award for Best Supporting Actress - Motion Picture |
| ۱۹۹۵ | مهتاب و والنتینو                       | Lucy Trager                                       | |
| ۱۹۹۶ | هشت سخت                                | Clementine                                        | |
| ۱۹۹۶ | نعش‌کش                                  | Julie DeMarco                                     | |
| ۱۹۹۶ | اِما                                    | Emma Woodhouse                                    | Satellite Award for Best Actor - Motion Picture Musical or Comedy |
| ۱۹۹۸ | از درون گذشته                          | Sarah Orne Jewett                                 | voice |
| ۱۹۹۸ | درهای کشویی                            | Helen Quilley                                     | Florida Film Critics Circle Award for Best Actress also for شکسپیر عاشق Russian Guild of Film Critics - Best foreign Actress San Diego Film Critics Society Award for Best Actress also for شکسپیر عاشق |
| ۱۹۹۸ | آرزوهای بزرگ                           | Estella                                           | |
| ۱۹۹۸ | سکوت                                   | Helen Baring                                      | |
| ۱۹۹۸ | یک جنایت کامل                          | Emily Bradfor d Taylor                            | |
| ۱۹۹۸ | شکسپیر عاشق                            | Viola De Lesseps                                  | جایزه اسکار بهترین بازیگر نقش اول زن Empire Award for Best Actress جایزه گلدن گلوب بهترین بازیگر زن فیلم موزیکال یا کمدی جایزه سینمایی ام‌تی‌وی برای بهترین بوسه مشترک با جوزف فینز جایزه انجمن بازیگران فیلم برای بهترین بازیگر نقش اول زن Screen Actors Guild Award for Outstanding Performance by a Cast in a Motion Picture کاندیدا— بفتای بهترین بازیگر نقش اول زن کاندیدا— جایزه سینمایی ام‌تی‌وی for Best Performance\|جایزه سینمایی ام‌تی‌وی]] for Best Female Performance]] کاندیدا— Online Film Critics Society Award for Best Actress کاندیدا— Satellite Award for Best Actress - Motion Picture Musical or Comedy |
| ۱۹۹۹ | آقای ریپلی بااستعداد                   | Marge Sherwood                                    | |
| ۲۰۰۰ | کارآموز                                | خودش                                              | uncredited |
| ۲۰۰۰ | دوئت                                   | Liv                                               | |
| ۲۰۰۰ | گزاف‌گویی                               | Abby Janello                                      | کاندیدا— جایزه سینمایی ام‌تی‌وی برای بهترین بوسه مشترک با بن افلک |
| ۲۰۰۱ | مهمانی سالگرد ازدواج                   | Skye Davidson                                     | |
| ۲۰۰۱ | خانواده اشرافی تننبام                  | Margot Tenenbaum                                  | کاندیدا— Phoenix Film Critics Society Award for Best Cast کاندیدا— Satellite Award for Best Actress - Motion Picture Musical or Comedy |
| ۲۰۰۱ | هال ظاهربین                            | Rosemary Shanahan                                 | |
| ۲۰۰۲ | Searching for Debra Winger             | خودش                                              | مستند |
| ۲۰۰۲ | آستین پاورز: در عضو طلایی              | Gwyneth Paltrow as Dixie Normous in 'Austinpussy' | |
| ۲۰۰۲ | تسخیر                                  | Maud Bailey                                       | |
| ۲۰۰۳ | نمایی از بالا                          | Donna Jensen                                      | |
| ۲۰۰۳ | سیلویا                                 | سیلویا پلات                                       | |
| ۲۰۰۴ | کاپیتان اسکای و دنیای فردا             | Polly Perkins                                     | کاندیدا— جایزه سینمایی ام‌تی‌وی برای بهترین بوسه مشترک با جود لا |
| ۲۰۰۵ | اثبات                                  | Catherine                                         | کاندیدا— جایزه گلدن گلوب بهترین بازیگر زن فیلم درام |
| ۲۰۰۶ | نفرت‌انگیز                              | Kitty Dean                                        | |
| ۲۰۰۶ | عشق و بلایای دیگر                      | Hollywood Jacks                                   | |
| ۲۰۰۶ | دویدن با قیچی                          | Hope Finch                                        | |
| ۲۰۰۷ | شب خوب                                 | Dora                                              | |
| ۲۰۰۸ | مرد آهنی                               | Virginia "Pepper" Potts                           | |
| ۲۰۰۸ | دو عاشق                                | میشل                                              | |
| ۲۰۰۸ | Spain... on the road Again             | herself                                           | A 13-episode food travelogue with ماریو باتالی، Mark Bittman، & کلادیو باسولس |
| ۲۰۱۰ | مرد آهنی ۲                             | Virginia "Pepper" Potts                           | post-production |
| ۲۰۱۰ | قدرت موسیقی کانتری                     | Kelly Canter                                      | |
| ۲۰۱۱ | Glee: The 3D Concert Movie             | Holly Holliday                                    | Uncredited |
| ۲۰۱۲ | شیوع                                   |                                                   | |
| ۲۰۱۲ | با تشکر برای به اشتراک گذاری           |                                                   | |
| ۲۰۱۲ | انتقام‌جویان                            | پپر پاتز                                          | |
| ۲۰۱۳ | مرد آهنی ۳                             | Virginia "Pepper" Potts                           | |
| ۲۰۱۵ | مورتدکای                               | جوانا مورتدکای                                    | |
| ۲۰۱۶ | Justin Timberlake + The Tennessee Kids |                                                   | |
| ۲۰۱۷ | مرد عنکبوتی: بازگشت به خانه            |                                                   | |
| ۲۰۱۸ | انتقام‌جویان: جنگ ابدیت                 |                                                   | |
| ۲۰۱۹ | انتقام‌جویان: پایان بازی                |                                                   | |